# Паньковский, Сергей Игоревич
Сергей Игоревич Паньковский (бел. Сяргей Ігаравіч Паньеоўскі, 25 апреля 1956, Минск — 13 июня 2009, Минск) — белорусский историк, философ и политолог.
Родился 25 апреля 1956 в Минске. В 1982 году окончил Минский государственный педагогический институт (диплом по специальности «История и французский язык»). В 1991 году защитил кандидатскую диссертацию по специальности «История философии», научный руководитель академик Анатолий Михайлов. Тема диссертации: «Концепция абсурда в философии Альбера Камю».
Работал учителем в средней школе, преподавателем кафедры истории философии Белорусского государственного университета, научным сотрудником Академии наук Республики Беларусь.
В 1992—1993 годах работал советником Председателя Верховного Совета Республики Беларусь Станислава Шушкевича. Затем был деканом франко-белорусского факультета политических и административных наук Европейского гуманитарного университета (ЕГУ) (1994—2001), советник ректора ЕГУ (2001—2004), вице-президент и руководитель департамента политических исследований ОО «Социальные технологии» (2002—2005).
С 2003 года создал и руководил белорусским аналитическим интернет-проектом Наше мнение. Один из основателей, первый председатель Совета Белорусского института стратегических исследований (BISS).
Автор ряда работ по истории западноевропейской философской и политической мысли. Инициатор и руководитель ряда региональных и международных научно-исследовательских и образовательных проектов. Председатель совета Восточноевропейской школы политических исследований.
Председатель редакционного совета «Белорусского ежегодника» с 2003 по 2009 годы.
Кавалер французского ордена Академических пальм (2005).
Скончался 13 июня 2009 года.